# Unorthodox Jukebox
Az Unorthodox Jukebox a második stúdióalbuma az amerikai énekes-dalszerző Bruno Marsnak. Az album 2012. december 7-én jelent meg.

## Az album dalai
| 1.    | Young Girls          | Bruno Mars, Philip Lawrence, Ari Levine, Jeff Bhasker, Emile Haynie | The Smeezingtons, Bhasker, Haynie              | 3:49 |
| 2.    | Locked Out Of Heaven | Mars, Lawrence, Levine                                              | The Smeezingtons, Bhasker, Haynie, Mark Ronson | 3:53 |
| 3.    | Gorilla              | Mars, Lawrence, Levine                                              | The Smeezingtons, Bhasker, Haynie, Ronson      | 4:04 |
| 4.    | Treasure             | Mars, Lawrence, Levine, Phredley Brown                              | The Smeezingtons                               | 2:56 |
| 5.    | Moonshine            | Mars, Lawrence, Levine, Andrew Wyatt, Bhasker, Ronson               | The Smeezingtons, Bhasker, Ronson              | 3:48 |
| 6.    | When I Was Your Man  | Mars, Lawrence, Levine, Wyatt                                       | The Smeezingtons                               | 3:33 |
| 7.    | Natalie              | Mars, Lawrence, Levine, Benjamin Levin, Paul Epworth                | The Smeezingtons, Benny Blanco, Epworth        | 3:45 |
| 8.    | Show Me              | Mars, Lawrence, Levine, Chin-quee, Mitchum Chin                     | The Smeezingtons, Supa Dups                    | 3:27 |
| 9.    | Money Make Her Smile | Mars, Lawrence, Levine, Christopher Brown                           | The Smeezingtons, Diplo                        | 3:23 |
| 10.   | If I Knew            | Mars, Lawrence, Levine                                              | The Smeezingtons                               | 2:12 |
| 34:51 |                      |                                                                     |                                                |      |

| Deluxe kiadás bónusz számai | Deluxe kiadás bónusz számai              | Deluxe kiadás bónusz számai                    | Deluxe kiadás bónusz számai               | Deluxe kiadás bónusz számai | Deluxe kiadás bónusz számai | Deluxe kiadás bónusz számai | Deluxe kiadás bónusz számai | Deluxe kiadás bónusz számai | Deluxe kiadás bónusz számai |
|                             | Cím                                      | Szerző(k)                                      | Producer(ek)                              | Hossz                       |                             |                             |                             |                             |                             |
| --------------------------- | ---------------------------------------- | ---------------------------------------------- | ----------------------------------------- | --------------------------- | --------------------------- | --------------------------- | --------------------------- | --------------------------- | --------------------------- |
| 11.                         | Old & Crazy (ft. Esperanza Spalding)     | Mars, Bhasker                                  | The Smeezingtons, Bhasker, Haynie         | 1:55                        |                             |                             |                             |                             |                             |
| 12.                         | Young Girls (Demo)                       | Mars, Lawrence, Levine, Bhasker, Haynie        | The Smeezingtons, Bhasker, Haynie         | 3:38                        |                             |                             |                             |                             |                             |
| 13.                         | Gorilla (Demo)                           | Mars, Lawrence, Levine                         | The Smeezingtons, Bhasker, Haynie, Ronson | 3:42                        |                             |                             |                             |                             |                             |
| 14.                         | Moonshine (The Futuristics Remix)        | Mars, Lawrence, Levine, Bhasker, Wyatt, Ronson | The Futuristics, Bhasker, Ronson          | 3:42                        |                             |                             |                             |                             |                             |
| 15.                         | Locked Out of Heaven (Major Lazer Remix) | Mars, Lawrence, Levine                         | Major Lazer, Junior Blender               | 4:04                        |                             |                             |                             |                             |                             |
| 54:01                       |                                          |                                                |                                           |                             |                             |                             |                             |                             |                             |

## Helyezések
| Ország (2012–14)               | Csúcs helyezés |
| ------------------------------ | -------------- |
| Argentína                      | 4              |
| Ausztrália                     | 1              |
| Ausztria                       | 4              |
| Belgium(Vl)                    | 4              |
| Belgium (Wa)                   | 4              |
| Csehország                     | 21             |
| Dánia                          | 6              |
| Dél-Korea                      | 2              |
| Dél-Korea (nemzetközi albumok) | 1              |
| Egyesült Államok               | 1              |
| Egyesült Királyság             | 1              |
| Finnország                     | 28             |
| Franciaország                  | 4              |
| Hollandia                      | 4              |
| Írország                       | 3              |
| Japán                          | 7              |
| Kanada                         | 1              |
| Lengyelország                  | 42             |
| Magyarország                   | 1              |
| Mexikó                         | 1              |
| Németország                    | 4              |
| Norvégia                       | 9              |
| Olaszország                    | 20             |
| Portugália                     | 6              |
| Spanyolország                  | 9              |
| Svájc                          | 1              |
| Svédország                     | 11             |
| Taivan                         | 5              |
| Új-Zéland                      | 2              |